# 高階榮子
高階榮子（1151年—1216年），镰仓前期女政治家。法印澄云之女，号丹後局。後白河法皇近臣平业房的妻子，丈夫因罪流放与後白河法皇生下覲子內親王。